# Frits Kortlandt

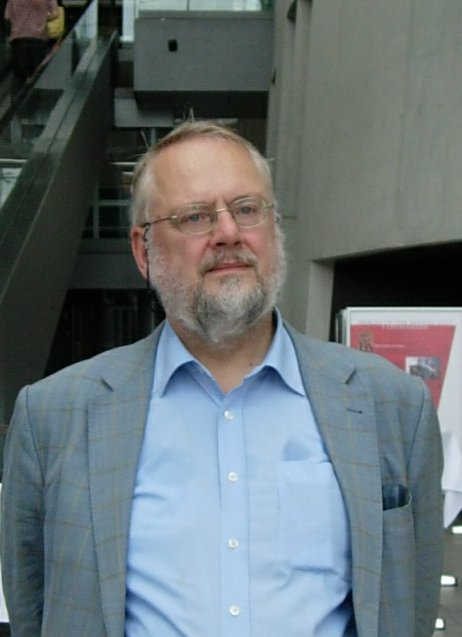
Frits Kortlandt

Frederik Herman Henri (Frits) Kortlandt (Utrecht, 19 juni 1946) is een Nederlandse taalkundige. Hij is een van de grondleggers van de eigentijdse evolutionaire taalwetenschap.

## Biografie
Kortlandt promoveerde in 1972 in Amsterdam op het proefschrift Modelling the phoneme : new trends in East European phonemic theory. In 1972 en 1973 was hij als gastlector verbonden aan de Universiteit Leiden. Van 1975 tot 2011 was hij hoogleraar Balto-slavische taalkunde en beschrijvende en vergelijkende taalwetenschappen aan de Universiteit Leiden. Hij was onder andere de promotor van Helma van den Berg.
In 1986 werd hij lid van de Koninklijke Nederlandse Akademie van Wetenschappen en in 1997 ontving hij de Spinozapremie.

## Familie
Hij is een zoon van de bekende etholoog Adriaan Kortlandt.